# John Cootes
John Alan Cootes (Newcastle, 19 agosto 1941) è un ex rugbista australiano, la cui carriera si svolse parallelamente alla sua attività di sacerdote cattolico; dismesso in seguito l'abito talare, divenne imprenditore nel settore dell'arredamento.
Campione del mondo di rugby a XIII nel 1970, in precedenza ebbe anche un'esperienza nel rugby a XV in Italia ai tempi del seminario.

## Biografia
Cresciuto a Newcastle, cittadina del Nuovo Galles del Sud, dove apprese i rudimenti della disciplina sportiva dall'ex tredicista internazionale Clive Churchill, si mise in luce nella Newcastle Rugby League, il campionato di rugby a 13 di zona.
Avendo deciso di intraprendere la carriera ecclesiastica, fu inviato da seminarista a Roma per studiare presso il collegio di Propaganda Fide, e lì fu notato dai dirigenti della S.S. Lazio che se ne assicurarono la disponibilità; grazie al suo arrivo, il club triplicò le presenze allo stadio e fu promosso in serie A per la stagione successiva.
Tornato in patria, fu ingaggiato nel 1967 dal Newcastle Suburbs (club noto anche come Rosellas).
Nel 1969 fu convocato nella nazionale a 13 d'Australia, divenendo così il primo sacerdote cattolico a disputare un test match internazionale nel rugby league; un anno più tardi fece parte della squadra che vinse la Coppa del Mondo a Leeds, battendo la Gran Bretagna in una gara nella quale egli stesso andò a segno con una meta.
Dopo la vittoria mondiale annunciò il suo ritiro per dedicarsi agli impegni sacerdotali e si recò in Canada per studiare teologia a Toronto.
Durante il suo periodo nordamericano Cootes conobbe Regina Szymura, una connazionale figlia di genitori polacchi e infermiera a Sydney e decise di lasciare il sacerdozio per sposarla; il matrimonio si tenne a Phoenix, in Arizona, il 19 agosto 1972, trentunesimo compleanno di Cootes.
Tornato in Australia, abbandonò per un anno i suoi propositi di ritiro firmando per una stagione un contratto con i Rosellas per poi ritirarsi definitivamente.
Divenne intrattenitore televisivo e commentatore sportivo per Channel 10 e, nel 1982, diede vita a una catena di produzione e vendita di mobili a basso costo, cui diede il suo nome; nel 2014 Cootes cedette l'impresa al fondo australiano Elanor Investors Group.
In occasione dell'Australia Day 2020 Cootes ha ricevuto la medaglia dell'Ordine dell'Australia per la sua attività di sostegno alla comunità locale e alle organizzazioni di assistenza sociale del territorio.

## Palmarès
- Coppa del mondo: 1
Australia: 1970